# Florencio Mayé Elá

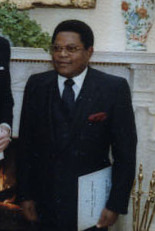
Florencio Mayé Elá w 1983 roku

Florencio Mayé Elá (ur. 1944) – wojskowy, polityk i dyplomata z Gwinei Równikowej.
Kształcił się w akademii wojskowej w Saragossie. Wśród jego studenckich towarzyszy znaleźli się przyszli prominentni politycy gwinejscy, tacy jak Eulogio Oyó i Teodoro Obiang Nguema Mbasogo.
Za prezydentury Macíasa Nguemy dowodził marynarką wojenną. Zaangażowany w zamach stanu z 3 sierpnia 1979, wszedł następnie do ścisłego kierownictwa państwa. Pełnił funkcję pierwszego wiceprzewodniczącego Najwyższej Rady Wojskowej, odpowiadał również za resort spraw zagranicznych. Uczestniczył w podpisaniu traktatu o przyjaźni i współpracy z Hiszpanią.
Przesunięty następnie do pracy w dyplomacji, był ambasadorem przy ONZ (1982-1987) i w Kamerunie (od 2006). Zamieszany w porwanie gwinejskiego opozycjonisty Cipriano Nguemy Mba we wrześniu 2008, został uznany przez kameruńskie władze za persona non grata i zmuszony do opuszczenia placówki.
W 2013 został wybrany do senatu, jako reprezentant rządzącej Partii Demokratycznej. Mandat wykonywał do 2018. 
Odznaczony Orderem Izabeli Katolickiej. Powiązany rodzinnie z prezydentem Teodoro Obiangem Nguemą Mbasogo, jest teściem jednego z prezydenckich synów.